# Abbaye de Longuay
L'abbaye de Notre-Dame de Longuay (ou Longué) est située dans la vallée de l'Aube, entre Aubepierre-sur-Aube et Dancevoir, dans l'actuelle Haute-Marne.

## Histoire
- Si vous ne connaissez pas le sujet, laissez ce bandeau (vous pouvez alors contacter les auteurs).
- Si vous supprimez le contenu mis en cause (vous pouvez préalablement contacter les auteurs),

argumentez précisément cette suppression dans la page de discussion
(un manque de référence n'est pas un argument ; une recherche réelle de référence doit avoir été effectuée, être formellement documentée).

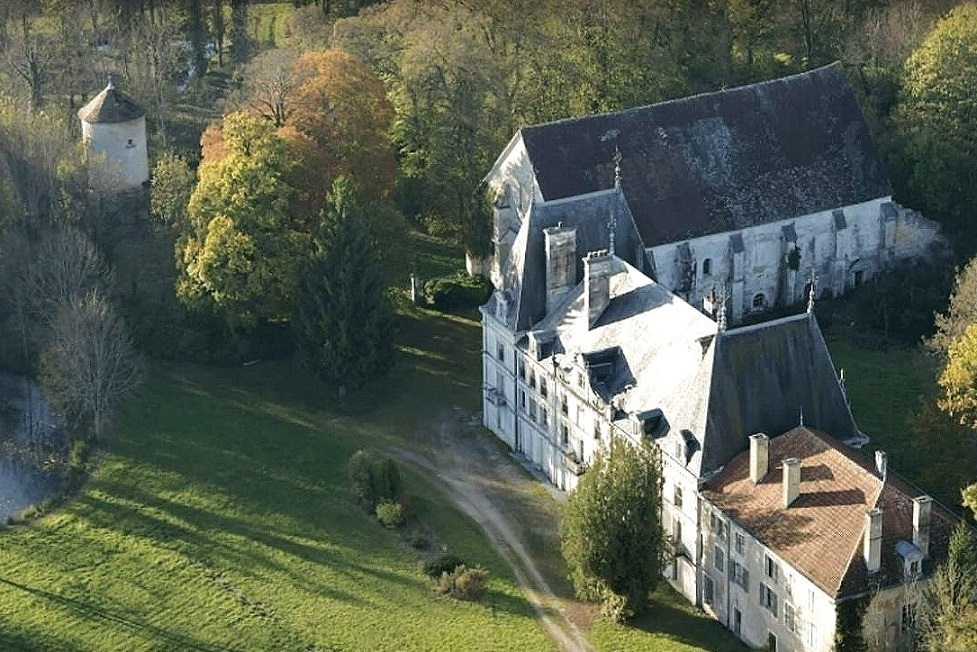
L'abbaye de Longuay.

De 1102 à 1126, Longuay est une maison hospitalière, fondée par trois pieux personnages : Chrétien de Leuglay et ses deux neveux Guy et Hugues en un lieu nommé Long-Vé, vaste marais entretenu par la rivière l'Aube. Robert de Bourgogne occupant le siège épiscopal de Langres accueille avec une paternelle tendresse les pieux cénobites.
De 1126 à 1149, les frères hospitaliers deviennent des chanoines réguliers. Willenc, évêque, met la vie des frères en conformité avec la règle de Saint-Augustin. De 1149 à 1532, se succèdent 24 abbés réguliers.
Un ancien moine de Clairvaux, devenu pape sous le nom de Eugène III, constatant quelques abus et relâchements à Longuay, demande à Saint Bernard de « pourvoir au plus tôt aux nécessités de l'Église ». Longuay devient alors une nouvelle fille de Clairvaux. L'agrégation des chanoines réguliers de Longuay à l'ordre cistercien se consomme le 4 mars 1149, quatrième année du pontificat d'Eugène III et dure jusqu'en 1532, date à laquelle apparaissent les abbés commendataires.
En 1790, les religieux quittent Longuay à la suite de l'application du décret ordonnant la vente des biens nationaux. Cette dernière commence en 1791, et s'achève en 1793.
L'abbaye, fondée sous le pontificat de Pascal II et sous le règne de Philippe Ier, roi de France voit 107 papes s'asseoir sur la chaire de Saint-Pierre, et trente trois rois se succéder sur le trône de France. En deux ans, disparaît une œuvre qui en dura 689.
Le plan visible grâce au lien référencé ci-dessous, est extrait d'un travail réalisé par Joachim Meusy en 1753 (avec ajout d'une légende), géomètre et agent des affaires de messire Geoffroy Dominique Charles de Bragelongne, prêtre licencié en théologie de la Faculté de Paris, doyen de la cathédrale de Beauvais, et avant-dernier abbé commendataire de l'abbaye Notre-Dame de Longuay, nommé par le roi en 1749, et décédé à Paris en 1764, sa résidence habituelle.
Pour entrer dans les détails, voir des images, consulter le site www.rigollot.com

## Architecture et description
Subsistent de l'abbaye aujourd'hui :
- Le château construit vers 1830 par la famille Bouchu (maîtres de forges) incluant une petite partie du cloître.
- Le bâtiment des frères convers édifié dans la partie ouest du cloître XIIe siècle.
- Les arcades de la salle du deuxième niveau. Bâtiment des frères convers.

La grange aux dîmes de l'abbaye fait l’objet d'une inscription au titre des monuments historiques depuis le 5 octobre 1925. Le château du XIXe siècle, ancienne aile sud de l'abbaye et son extrémité est, ainsi que le pigeonnier font l'objet d'une inscription par arrêté du 29 juin 2016. Ces inscriptions sont remplacés par un arrêté de classement le 11 avril 2019.

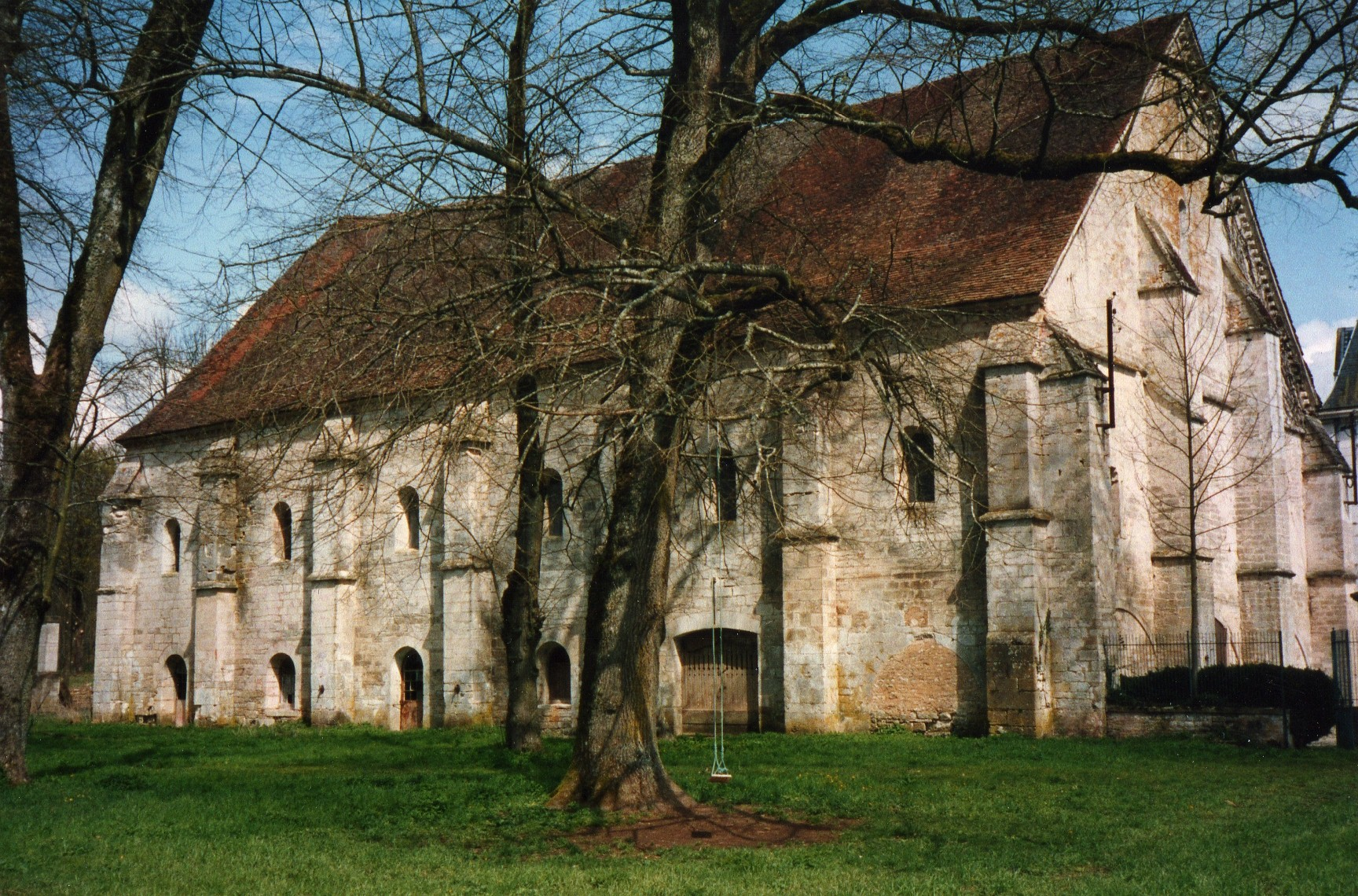
Ancien bâtiment des frères convers.
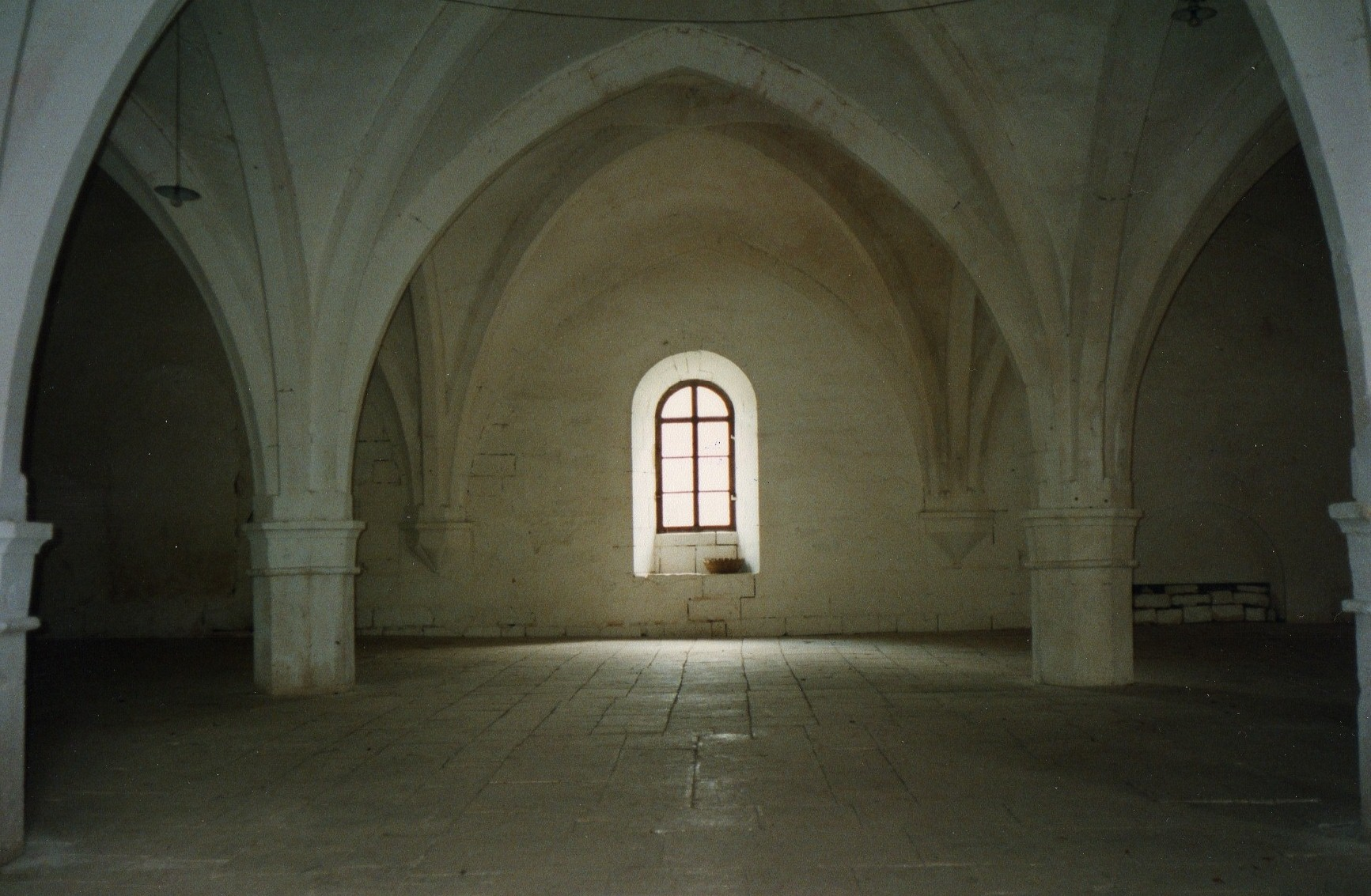
Ancien dortoir des frères convers.

## Filiation et dépendances
Longuay est fille de l'abbaye de Clairvaux